# Unión (1813)
La goleta Unión fue un buque corsario al servicio de las Provincias Unidas del Río de la Plata durante la lucha por la independencia.

## Historia
La Unión, embarcación del tráfico mercante fluvial con matrícula de Buenos Aires, era propiedad de Guillermo Brown. El 18 de marzo de 1813 Brown solicitó y obtuvo del gobierno autorización para realizar el tráfico entre el puerto de Buenos Aires y Colonia del Sacramento, comerciando fundamentalmente con cueros y sebo.
En esa misión fue perseguida por buques de guerra del Apostadero de Montevideo pero pudo eludirlos fácilmente por su velocidad superior y escaso calado. Al igual que la balandra Amistad, también de su propiedad, fue nuevamente hostigada en uno de sus viajes por corsarios al servicio de la plaza realista de Montevideo, por lo que Brown solicitó y obtuvo autorización para armar ambas naves en "corso y mercancía".
En abril comenzó a operar en esa modalidad en forma conjunta con la Amistad (y a partir de enero de 1814 con el bote ballenero Caballo Negro), interviniendo en cada oportunidad que se le presentaba contra pequeñas embarcaciones realistas dedicadas al comercio de cueros y que proveían leña y pescado a la plaza sitiada de Montevideo. La estrategia de Brown, teniendo en cuenta la debilidad de sus medios, era según manifestó al comandante de Colonia, teniente coronel Blas Pico, abordar "cualquier buque que se le presente encontrándose solo".
Rodríguez afirma que a comienzos de enero de 1814, en ocasión de actuar en corso sobre la costa de la Banda Oriental, fue perseguida por el falucho de guerra español Fama, debiendo refugiarse en Colonia para no ser apresada, y que zarpó de allí el día 12 de ese mes con el Caballo Negro en búsqueda del bergantín español Cisne logrando, en cambio, capturar al día siguiente la goleta Nuestra Señora del Carmen y la balandra San José y Ánimas. Sin embargo, otros autores y el mismo Rodríguez adjudican esa operación al Caballo Negro y a la goleta Hope.